# 中国のアニメーション

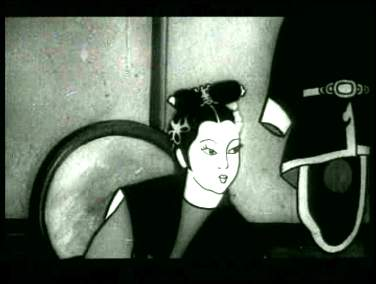
アジア初の長編アニメーション映画『西遊記 鉄扇公主の巻』（鐵扇公主、1941年）

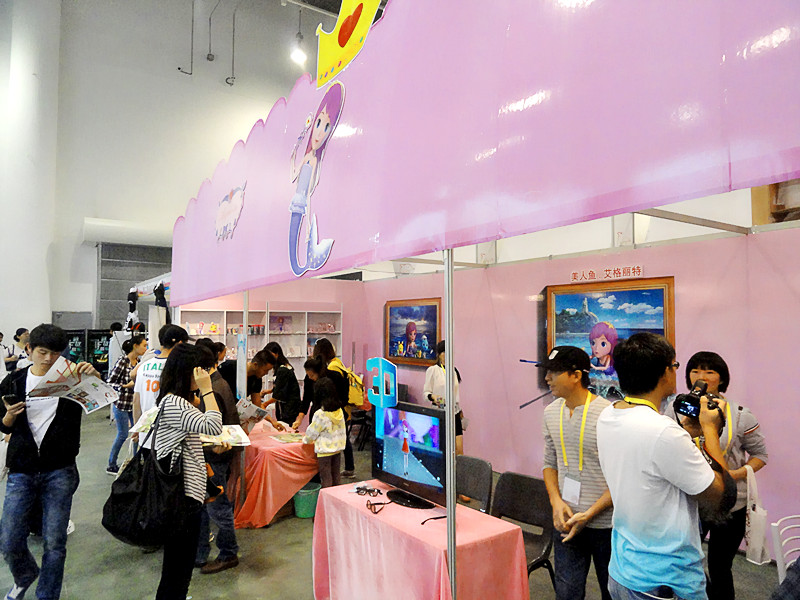
第6回厦門国際アニメマンガフェスティバルのアニメーション制作関連企業のブース（2013年）

本項では、中国のアニメーション（ちゅうごくのアニメーション）について解説する。中国、より広義には香港や台湾を含む中国語圏で制作・製作されたアニメーション作品のこと。中国語でアニメーションは動畫（簡体字中国語: 动画 拼音: dònghuà ドンフア）と言い、英語圏においても中国のアニメーションを指しdonghuaと呼ばれる。

## 歴史

### 初期から1960年代
1941年に上海で制作された『西遊記 鉄扇公主の巻』はアジア初の長編アニメーション映画であり、1942年に戦時下の日本にも輸出され、手塚治虫や国産アニメ『桃太郎の海鷲』（1943年）に影響を与えた。監督の万籟鳴は中華人民共和国建国後に上海美術映画製作所（『桃太郎の海鷲』の技術構成と撮影を担当した持永只仁が設立した上海電影製片廠美術片組が母体となった）で精力的に活動し、アニメーション映画『大暴れ孫悟空』（1961年）で世界的にも評価されるも、1966年からの文化大革命で中国のアニメ制作は停滞する。

### 1980年代から1990年代
1978年に改革開放が始まり、1979年には上海美術映画製作所も『ナーザの大暴れ』で再び国際的に評価される。
1980年から1981年にかけて手塚治虫原作の『鉄腕アトム』が海外アニメ第1号として中国で放送され、これを機に日本や欧米から大量の海外アニメが中国に流入した。
1980年代後半から1990年代にかけてはアニメ制作の国際分業化で中国は日本や欧米のアニメ制作の下請けをするようになり、1985年から深圳で翡翠動画を立ち上げたショウ・ブラザーズなどの香港企業の珠江デルタでのアニメ制作拠点設置に続いて1988年の朝陽動画の上海進出を皮切りに年代動画・遠東動画・宏広動画・鴻鷹動画のような台湾の制作会社も制作拠点を中国に置き始め、この流れに乗じて日本企業も1988年から杭州に飛龍動画などを設立して全盛期は日本の70%超のアニメに中国が制作作業で関わった。日本のアニメを加工する中国企業は深圳・上海・杭州・無錫などに集中し、日本やディズニーのアニメのキャラクターグッズ制作も行ったとされる。

### 2000年代
2006年に海外アニメの輸入・放送に関して、国産アニメの放送がアニメの放送全体の7割を下回ってはならない、国産アニメを制作した機関は国産アニメを制作した時間と同じ分まで海外アニメを輸入できる、17時から20時まで外国アニメーションの放送を禁止などいくつかの規定を定められた。2009年には国務院総理の温家宝も「孫と見るのは海外のアニメばかり」と発言し、日本や韓国のアニメ制作の下請けをしている無錫のアニメ制作会社を視察した際もオリジナルアニメの制作を奨励し、日中合作アニメ『チベット犬物語』の制作も支援した。

### 2010年代
近年では中国企業による日本のアニメスタジオの買収や日本人アニメーターの爆買いも起きている。
2015年に制作された3DCGによるアニメ『西遊記 ヒーロー・イズ・バック（西游記之大聖帰来）』は中国の国産アニメで歴代1位の興行収入を記録し、2019年時点では世界60カ国で公開され興行収入は200億円を超えたという。
2011年からネット配信の短編アニメとして制作されていた『羅小黒戦記』の劇場版が2019年に中国と日本で公開され、日本では全国のミニシアターでロングラン上映された。
2019年7月に公開された『ナタ〜魔童降臨〜（哪吒之魔童降世）』は中国の映画市場で50億元（約770億円）の興行収入を記録し、アニメ映画で初めて中国映画市場の興行収入年間1位となった。

## 市場規模
2009年の中国のアニメ産業の市場規模は約2300億円で、日本の2164億円を追い越している。中国には世界最大のアニメ視聴者が存在している。また、アニメの年間の制作分数は日本が2006年を境に減少傾向にあるのに対し、中国では毎年増加している。。2010年には世界最大のアニメ生産国となっている。